# Koch Rajbongshi

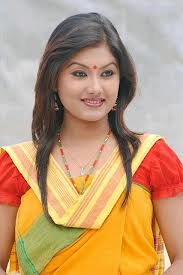
Ragazza nel costume tradizionale dei Koch Rajbongshi

La comunità Koch-Rajbongshi (conosciuta anche come Kochrajbongshi e Koch) è una comunità indigena trovata in alcune zone del Nepal; negli stati indiani di Assam, Bengala occidentale e Meghalaya e anche nella città di Kishanganj, nello stato di Bihar.
Sebbene oggi i due termini "Koch" e "Rajbongshi" sono usati mutualmente, la Gazzetta imperiale dell'India dice: "Sebbene i Koch chiamano se stessi Rajbansis, si crede (Bengal Census Report, 1901, part I, pp. 382-83) che le due comunità in origine fossero separate, I Koch di origine mongoloide, mentre i Rajbansis originari di una tribù dravidica"

## Religione
I Koch Rajbongshi sono animisti.